# Butia catarinensis
Espèce

Butia catarinensis est une espèce de palmier du genre Butia , de taille moyenne, originaire des états de Rio Grande do Sul et Santa Catarina au Brésil, .

## Étymologie
L' épithète spécifique fait référence à l'état brésilien de Santa Catarina où il est le plus répandu.

## Taxonomie & nomenclature
Ces palmiers n'ont été nommés comme nouvelle espèce qu'en 2010, bien que les populations de cette espèce soient connues. Avant 2010, les palmiers poussant dans cette région étaient classés comme Butia capitata .
JR Mattos a reclassé cette population en B. capitata var. odorata en 1977 (voir B. odorata ),
Ainsi, un certain nombre de palmiers cultivés dans des jardins botaniques, des collections privées ou en pépinière sous le nom de B. capitata ou B. capitata var. odorata sont en fait cette espèce.
Larry Ronald Noblick et Harri Lorenzi ont décrit B. catarinensis, B. matogrossensis et B. pubispatha en 2010 dans Flora brasileira : Arecaceae (palmeiras) par Lorenzi et al. (Noblick a également décrit B. lepidotispatha en 2010) .

## Description
C'est un palmier à tronc solitaire, le tronc étant de 0.2 à 2 m , exceptionnellement 4 m , grand, avec un diamètre de 15-43 cm. Le tronc est recouvert des bases persistantes des vieilles feuilles de palmier. Ces frondes sont au nombre de 9 à 32 et disposées en spirale autour du tronc. La feuille est de 50-120 cm  par 7-15 cm  . Le pétiole est glabre (sans poils), 18-64cm  de longueur et 1.5-2.4 cm de  large, plat sur le dessus et rond ailleurs. Les marges des pétioles sont densément dentées avec de nombreuses épines, robustes, jusqu'à 4cm de long et de nombreuses fibres aplaties lorsque les feuilles sont jeunes. Le rachis de la feuille est 65-190 cm  de longueur, avec 48-62 paires de pennes (folioles) qui sont de couleur glauque et disposées uniformément le long du rachis. Contrairement à d'autres espèces de Butia (sauf B. odorata ), ceux-ci sont généralement dans le même plan, mais parfois insérés à des anges très légèrement divergents le long du rachis, mais sans donner à la feuille un aspect plumeux comme chez le Syagrus, et avec chaque paire de pennes formant un V soigné. Les pennes au milieu du limbe sont de 35-75 cm de long et 1.3-2.3cm  en largeur .
L'inflorescence est ramifiée au 1er degré, a un pédoncule de 29-77 cm  long et 11.6-1.9 cm  large, et a un prophylle de 19 à 47 cm de long, 3.2-5.5 cm large, et recouvert d'un tomentum brun . La jeune inflorescence se développe en une spathe glabre, légèrement striée et ligneuse qui mesure 65-110 cm  de longueur et a une partie élargie à l'extrémité qui est de 33 à 73 cm, 8-17 cm long, 8–17 cm large et se terminant par une pointe courte et pointue. L'axe (largeur ?) de l'inflorescence est de 30-60 cm  longtemps. Le rachis de l'inflorescence est de 72-186 cm  long et a 35-135 rachilles (branches) qui font 10-45 cm  longtemps. Les fleurs peuvent être de couleur jaune, jaune verdâtre, jaune et violette ou complètement violette. Les fleurs staminées (mâles) font de 9-10 mm  de longueur ; les fleurs pistillées (femelles) font de 5-10 mm.
Les formes du fruit et de la noix sont ovoïdes. Les fruits mûrs sont de couleur jaune, orange ou rouge. Les fruits font de 1.4-2.2 cm de long   , 1,2-2,6 cm de large, ont un périanthe persistant, et ont une chair jaune, juteuse, légèrement fibreuse. La noix est dure, 1.2-1.4 cm de long et 0.8-1.2 cm de large, de couleur brun foncé, contient un endosperme homogène et contient 1 à 2, rarement 3, graines. La graine est sans bec ou autre sorte de protubérance sur son sommet.

### Espèces similaires
C'est une espèce très similaire au Butia odorata, un palmier avec un habitat similaire mais qui est bien plus au sud, le long de la côte, mais on peut distinguer cette espèce par sa hauteur beaucoup plus petite, presque toujours de moins de 2 m. Il ressemble à un Butia capitata nain.

## Distribution
Il est originaire des états de Santa Catarina et Rio Grande do Sul au Brésil. Il pousse dans les basses terres situées dans une bande relativement étroite le long de la côte des municipalités d' Araquari à Santa Catarina à Osório à Rio Grande do Sul.

## Habitat
On le trouve généralement non loin de la côte dans le restinga, un type de broussailles tropicales sèches, côtières et épineuses,. Il pousse sur les dunes côtières et les dunes stabilisées plus anciennes plus à l'intérieur des terres. Il semble préférer les milieux densément végétalisés ou boisés. Il pousse dans les sols sableux et rocailleux.

## Les usages
Les fruits comestibles de ce palmier sont récoltés pour une myriade d'utilisations dans les lieux ou ces arbres poussent naturellement au Brésil.

## Préservation
En 2018, le "Centro Nacional de Conservação da Flora" n'a pas encore évalué l'état de conservation du Brésil, et il est répertorié comme « non évalué ».